# Junioreuropamästerskapen i konstsim 2024
Junioreuropamästerskapen i konstsim 2024 arrangerades mellan den 28 juni och 2 juli 2024 i Cottonera i Malta. Det var den 33:e upplagan av junioreuropamästerskapen i konstsim.
Mästerskapet bestod av 10 grenar. Individuellt tävlade både damer och herrar i fritt och tekniskt soloprogram. Damerna tävlade dessutom i både fritt och tekniskt parprogram samt det fanns ett fritt parprogram i mixedklass. Lagtävlingarna var i öppen klass och bestod av fritt program, tekniskt program samt fri kombination.

## Medaljörer

### Herrar
| Gren             | Guld                   | Guld     | Silver                        | Silver   | Brons                 | Brons    |
| Solo             |                        |          |                               |          |                       |          |
| Fritt program    | Filippo Pelati Italien | 235,3313 | Ranjuo Tomblin Storbritannien | 216,2063 | Jordi Cáceres Spanien | 210,6334 |
| Tekniskt program | Filippo Pelati Italien | 252,5700 | Ranjuo Tomblin Storbritannien | 243,2799 | Jordi Cáceres Spanien | 204,5200 |

### Damer
| Gren             | Guld                                              | Guld     | Silver                                 | Silver   | Brons                                     | Brons    |
| Solo             |                                                   |          |                                        |          |                                           |          |
| Fritt program    | Isabel Cui Spanien                                | 266,9166 | Marloes Steenbeek Nederländerna        | 263,6188 | Zoi Karangelou Grekland                   | 256,6772 |
| Tekniskt program | Marloes Steenbeek Nederländerna                   | 274,3816 | Isabel Cui Spanien                     | 266,5449 | Oriane Jaillardon Frankrike               | 261,5333 |
| Par              |                                                   |          |                                        |          |                                           |          |
| Fritt program    | Spanien Naia Álvarez Rocío Calle                  | 265,2418 | Grekland Sofia Rigakou Vasiliki Thanou | 262,3356 | Frankrike Oriane Jaillardon Lou Thuillier | 261,3209 |
| Tekniskt program | Spanien Naia Álvarez Rocío Calle Marina Sarmiento | 272,7866 | Frankrike Prune Tapie Lou Thuillier    | 263,8966 | Grekland Sofia Rigakou Vasiliki Thanou    | 254,8633 |

### Mixed
| Gren             | Guld                                                       | Guld     | Silver                                                 | Silver   | Brons                                                  | Brons    |
| Par              |                                                            |          |                                                        |          |                                                        |          |
| Fritt program    | Italien Filippo Pelati Flaminia Vernice Sarah Maria Rizea  | 244,8813 | Spanien Ariadna Benito Jordi Cáceres                   | 230,6350 | Storbritannien Holly Hughes Ranjuo Tomblin Loya Cenkci | 224,5543 |
| Tekniskt program | Italien Ginevra Marchetti Gabriele Minak Sarah Maria Rizea | 245,1150 | Storbritannien Loya Cenkci Ranjuo Tomblin Holly Hughes | 237,3784 | Spanien Ariadna Benito Jordi Cáceres                   | 230,6350 |

### Lag
| Gren                | Guld | Guld     | Silver | Silver   | Brons | Brons    |
| Fritt program       | Spanien Naia Álvarez Rocío Calle Isabel Cui Aurora Lazaro Carla Lorenzo Llusca Paula Marcipar Marina Sarmiento Daniela Suárez Ariadna Benito Xenia de la Puente Descals | 359,9125 | Frankrike Angeline Bertinelli Jeanne Clair Chiara Farina Oriane Jaillardon Louise-Lou Robache Prune Tapie Romane Temessek Lou Thuillier Héloise Guillot Emma Henniche                   | 302,6188 | Grekland Thaleia Dampali Nikoleta Kaltsogianni Athina Kamarinopoulou Estella Karamanidou Zoi Karangelou Artemi Koutraki Sofia Rigakou Vasiliki Thanou Lydia Papanastasiou Despoina Pentza | 298,1542 |
| Tekniskt program    | Spanien Naia Álvarez Rocío Calle Isabel Cui Aurora Lazaro Carla Lorenzo Llusca Paula Marcipar Marina Sarmiento Daniela Suárez Ariadna Benito Xenia de la Puente Descals | 284,0799 | Grekland Thaleia Dampali Athina Kamarinopoulou Estella Karamanidou Zoi Karangelou Artemi Koutraki Despoina Pentza Sofia Rigakou Vasiliki Thanou Olga Imvrioti Nikoleta Kaltsogianni     | 275,5534 | Frankrike Angeline Bertinelli Jeanne Clair Emma Henniche Oriane Jaillardon Louise-Lou Robache Prune Tapie Romane Temessek Lou Thuillier Chiara Farina Marine Perea                        | 257,3824 |
| Akrobatiskt program | Italien Beatrice Andina Chiara Benesso Valentina Bisi Caterina Cucco Arianna Di Lecce Greta Gitto Ginevra Marchetti Lara Pollini Melissa Magi Alessia Negroni           | 206,0801 | Grekland Thaleia Dampali Olga Imvrioti Nikoleta Kaltsogianni Athina Kamarinopoulou Zoi Karangelou Artemi Koutraki Sofia Rigakou Vasiliki Thanou Estella Karamanidou Lydia Papanastasiou | 182,3467 | Spanien Naia Álvarez Ariadna Benito Rocío Calle Isabel Cui Xenia de la Puente Descals Aurora Lazaro Carla Lorenzo Llusca Marina Sarmiento Paula Marcipar Daniela Suárez                   | 182,2567 |

- Konstsimmare i kursiv stil var reserver.

## Medaljtabell
*   Värdland ( Malta)
| Nr                  | Nation              | Guld | Silver | Brons | Totalt |
| ------------------- | ------------------- | ---- | ------ | ----- | ------ |
| 1                   | Spanien             | 5    | 1      | 4     | 10     |
| 2                   | Italien             | 4    | 0      | 0     | 4      |
| 3                   | Nederländerna       | 1    | 1      | 0     | 2      |
| 4                   | Grekland            | 0    | 3      | 3     | 6      |
| 5                   | Storbritannien      | 0    | 3      | 0     | 3      |
| 6                   | Frankrike           | 0    | 2      | 3     | 5      |
| Totalt (6 nationer) | Totalt (6 nationer) | 10   | 10     | 10    | 30     |